# دانشگاه مسیحی ابیلن
دانشگاه مسیحی ابیلن (ACU) یک دانشگاه مسیحی خصوصی در ابیلین، تگزاس است. این مؤسسه در سال ۱۹۰۶ به عنوان مؤسسه کلاسیک چایلدرز تأسیس شد. دانشگاه مسیحی ابیلن یکی از بزرگ‌ترین دانشگاه‌های خصوصی در جنوب غربی ایالات متحده است. این دانشگاه که به کلیساهای مسیح وابسته است، در سطح ملی برای برتری در یادگیری خدمات، تحقیقات کارشناسی و تدریس در مقطع کارشناسی شناخته شده‌است. دانشگاه مسیحی ابیلن از ایده ای که توسط AB Barret و Charles Roberson برای ایجاد مدرسه ای در غرب تگزاس وجود داشت تأسیس شد. مؤسسه کلاسیک چیلدرز در پاییز ۱۹۰۶ با ۲۵ دانشجو افتتاح شد.